# Raphael Raymundo de Oliveira
Raphael Raymundo de Oliveira (Brasil, 5 de febrero de 1979) es un atleta brasileño, especializado en la prueba de 4 x 100 m, en la que llegó a ser medallista de bronce mundial en 1999.

## Carrera deportiva
En el Mundial de Sevilla 1999 ganó la medalla de bronce en el relevo 4 x 100 metros, con un tiempo de 38.05 segundos, llegando a la meta tras Estados Unidos y Reino Unido, y siendo sus compañeros de equipo: Claudinei da Silva, Édson Ribeiro y André da Silva.